# ديرك وولف
ديرك وولف (بالألمانية: Dirk Wolf)‏ هو لاعب كرة قدم ألماني في مركز الوسط، ولد في 4 أغسطس 1972 في ماربورغ في ألمانيا. شارك مع منتخب ألمانيا تحت 21 سنة لكرة القدم. أما مع النوادي، فقد لعب مع آينتراخت فرانكفورت وإف إس في فرانكفورت وبوروسيا مونشنغلادباخ ودارمشتات 98 ونادي سانت باولي.

## وصلات خارجية
- ديرك وولف على موقع قاعدة بيانات كرة القدم.إي يو (الإنجليزية)
- ديرك وولف على موقع بيانات كرة القدم. دي إي (الألمانية)
- ديرك وولف على موقع عالم كرة القدم.نت (الإنجليزية)